# Глухари (Амурская область)
Глухари́ — село в Свободненском районе Амурской области, Россия. Административный центр Курганского сельсовета.

## География
Село Глухари стоит на правом берегу реки Большая Пёра (приток Зеи).
Село Глухари расположено к северу от районного центра города Свободный, расстояние по автодороге Свободный — Углегорск (через Разливная, Дом отдыха Бузули, Черновку, Юхту и Дмитриевку) — 44 км.
От села Глухари на северо-восток идёт дорога к селу Курган и к пос. Углегорск, а на северо-запад — к селу Голубое.

## Население
| 2002 | 2010 | 2012 | 2013 | 2014 | 2015 | 2016 |
| ---- | ---- | ---- | ---- | ---- | ---- | ---- |
| 336  | ↘255 | ↘229 | ↗231 | ↘219 | ↘204 | ↘191 |
| 2017 | 2018 |      |      |      |      |      |
| ↘174 | ↘161 |      |      |      |      |      |

## Инфраструктура
- Станция Ледяная Забайкальской железной дороги.